# PK/PD-Modellierung
Die PK/PD-Modellierung (auch PK-PD-Modellierung, engl. PK/PD-modeling) umfasst in der Pharmakologie Methoden des Wirkstoffdesigns, welche die Pharmakokinetik und die Pharmakodynamik zur Berechnung des zeitlichen Verlaufs einer Wirkung in Abhängigkeit von der Verabreichung einer Dosis verwenden.
Es gibt unterschiedliche Berechnungsansätze, die in fünf Klassen eingeteilt werden:
- Direct link PK/PD models
- Indirect link PK/PD models
- Indirect response PK/PD models
- Cell Lifespan models
- Complex response models